# أحلام صغيرة (مسلسل)
أحلام صغيرة مسلسل كويتي عرض سنة 1982 مأخوذ عن رواية (يوميات بنت) للكاتبه نادية كمال, إعداد وسناريو وحوار الكاتب شاكر المعتوق وعدد حلقاته 13 حلقة.

## إيقاف المسلسل
تم عرض 6 حلقات فقط سنة إنتاجه عام 1982, وتوقف عرضه من قبل الرقابة وذلك بسبب حدث في الحلقة الرابعة تحديداً-حيث تحاول فتاة التسلل مع جهاز التلفون لمكالمة شاب-ولكن أعيد عرضه من جديد عام 1986. وكان يركز هذا المسلسل على الجوانب الاجتماعية اللتي تتعلق بالأسرة الكويتية، فيصور بعض الظواهر السلبية ويقترح حلول لهذه الظواهر، إلا أن الرقابة اقتصرت رؤيتها على الظواهر السلبية المعروضة وغضت الطرف عن الهدف الذي يحاول الكاتب الوصول إلية فيما يتعلق بإصلاح بعض الأخطاء الاجتماعية.

## القصة
تدور أحداث العمل باختصار حول المشاكل الأسرية التي تحوم بالأسرة الكويتية وتحديدا قضايا الشباب والمراهقة وكشف المشاكل والسلبيات التي تحيط بهم مع مراعاة احتواء هذه الفئة ورعايتها رعاية سليمة ومراقبة سلوكياتها اليومية، بالإضافة إلى التطرق إلى شخصية رب الأسرة الذي يلهث وراء جمع المال والثروة تاركا زمام الأمور للأم فقط ومهملا للبيت والأولاد ومن ثم زواجه بامرأة أخرى زواج مصلحة فقط، كل هذه القضايا الاجتماعية تم التطرق اليها من خلال مسلسل «أحلام صغيرة» وإيجاد الحلول المناسبة والمنطقية لها.

## فريق عمل المسلسل

### الممثلين
- سعاد عبد الله
- حياة الفهد
- خالد العبيد
- إبراهيم الصلال
- طيبة الفرج
- عبد الرحمن العقل
- رجاء محمد
- إبراهيم الحربي
- جوهر سالم
- هدى حسين

1. ↑  مسلسل - أحلام صغيرة - 1982 طاقم العمل، فيديو، الإعلان، صور، النقد الفني، مواعيد العرض، مؤرشف من الأصل في 2024-08-09، اطلع عليه بتاريخ 2024-02-10